# 濱中海水浴場車站
濱中海水浴場站（日语：／ Hamanakakaisuiyokujō eki */?）是位於北海道留萌市濱中町，隸屬於北海道旅客鐵道（JR北海道）留萌本線，已廢除的臨時鐵路車站。主要於每年的7月下旬至8月上旬期間限定營業。
當時，為了接載泳客，每天來回各1班快速列車「海鷗號」停靠本車站（下行於上午、上行於下午）。下行只有快速列車停靠。而上行除了快速列車，下午還有2班普通列車停靠。

## 歷史
- 1989年（平成元年）7月23日 - 北海道旅客鐵道留萌本線瀨越車站至禮受車站開設臨時車站，營業至8月13日。
- 1990年（平成2年）7月22日 - 8月12日 - 開設車站。
- 1991年（平成3年）7月26日 - 8月10日 - 開設車站。
- 1992年（平成4年）7月26日 - 8月9日 - 開設車站。
- 1993年（平成5年）7月25日 - 8月8日 - 開設車站。
- 1994年（平成6年）7月29日 - 8月8日 - 開設車站。
- 1995年（平成7年）
  - 7月28日 - 8月7日 - 開設車站。
  - 8月8日 - 廢站（之後不再設立此車站）。

## 車站構造
只有1線的地面車站。車站沒有任何設備包括月台，主要依靠職員在列車停靠時，於車站出入口利用舷梯協助處理乘客。

## 相鄰車站
北海道旅客鐵道
留萌本線
瀨越－濱中海水浴場－禮受

## 外部連結
- 禮受站（JR北海道旭川分社）
- 互聯網檔案館存檔